# Jan Hluší
Jan Hluší (23. června 1929 – 25. února 2010 Penčice) byl český a československý politik Komunistické strany Československa, poslanec Sněmovny národů Federálního shromáždění v letech 1969-1971 a poslanec České národní rady za normalizace.

## Biografie
K roku 1969 se profesně uvádí jako karosář z podniku Přerovské strojírny, bytem Přerov. K roku 1976 je zmiňován jako předseda Celozávodního výboru KSČ v podniku ČKD.
Po provedení federalizace Československa usedl do Sněmovny národů Federálního shromáždění. Mandát nabyl až dodatečně v prosinci 1969 po jedné z vln čistek po invazi vojsk Varšavské smlouvy do Československa. Do federálního parlamentu ho nominovala Česká národní rada, v níž rovněž zasedl v té době (listopad 1969). Ve FS setrval do konce funkčního období parlamentu, tedy do voleb roku 1971.
Dlouhodobě pak působil v České národní radě. Mandát v ní získal i ve volbách roku 1971, volbách roku 1976, volbách roku 1981 a volbách roku 1986. Po sametové revoluci se před únorem 1990 vzdal mandátu v rámci procesu kooptace do ČNR.